# غرين بافالوز
غرين بافالوز (بالإنجليزية: Green Baffaloes F.C)‏ هو نادي كرة قدم زامبي مقره في لوساكا. يلعب الفريق في الدوري الزامبي الممتاز. ملعبه الرسمي هو ملعب أودوين لومبالا.

## الأداء في المسابقات الأفريقية

### كأس الأتحاد الأفريقي
- الدوري التمهيدي: 2006
- الدور الأول: 2010
- الدوري التمهيدي: 2018
- الدوري التمهيدي: 2019